# Rafael Echagüe y Bermingham
Rafael Echagüe y Bermingham, I conde de Serrallo (San Sebastián, 15 de febrero de 1815-Madrid, 23 de noviembre de 1887), fue un noble, militar y político español que desempeñó diversos cargos públicos de importancia.

## Biografía
Fue hijo de Joaquín Echagüe y Barbería, de la nobleza vasca, y de su esposa María Josefa Bermingham Measher, hija de emigrantes irlandeses. Comenzó su carrera militar participando en la Primera Guerra Carlista con los chapelgorris de Guipúzcoa que defendían el partido de la reina Isabel II; fue ayudante de campo del general O´Donnell y posteriormente coronel de infantería. En 1854 tomó parte en la Vicalvarada. 
Fue elegido diputado por Huelva en 1854 y por Córdoba en 1858. Ese mismo año fue nombrado capitán general de Valencia. Tomó parte en la guerra de África de 1859-1860 con el empleo de mariscal de campo; desempeñó el cargo de gobernador de Puerto Rico entre 1860 y 1862, y de Filipinas entre 1862 y 1865; a su regreso a España ocupó el puesto de capitán general de Cataluña durante un breve periodo en 1865.
En fecha desconocida de 1871 Amadeo I de España le concedió el título de I conde de Serrallo en reconocimiento por sus servicios, y en 1876, el rey Alfonso XII concedió la Grandeza de España, unida al título de conde de Serrallo. En 1872 fue elegido senador por la provincia de Puerto Rico y en 1876 por la de Guipúzcoa; al año siguiente se le concedió el puesto de senador vitalicio.